# 名鉄小牧線
小牧線（こまきせん）は、愛知県名古屋市北区の上飯田駅から愛知県犬山市の犬山駅までを結ぶ名古屋鉄道（名鉄）の鉄道路線である。

## 概要
名古屋市北区から春日井市、小牧市を経由して犬山市とを結ぶ路線である。上飯田駅 - 小牧駅間は複線区間であるが、小牧駅 - 犬山駅間は単線区間であり、名古屋市内へ向かう地下鉄乗り入れ路線にもかかわらずローカル線という性格が強い。他方で、地下区間が上飯田駅 - 味鋺駅間と小牧駅周辺の2か所、高架区間が4か所存在する都市型の路線形態となっており、間内駅 - 小牧原駅間では間内駅が地上駅、小牧口駅が掘割駅、小牧駅が地下駅、小牧原駅が高架駅と続いている。
2003年以前は、名古屋市中心部へ行くには上飯田駅で降車してから市バスに乗り換える必要があったが、上飯田線への直通運転を開始したことで、平安通駅で名古屋市営地下鉄名城線に直接連絡するようになった。
運賃計算区分はB（運賃計算に用いる距離は営業キロの1.15倍）。すべての駅でmanacaなどの交通系ICカード全国相互利用サービス対応カードが使用できる。上飯田駅 - 味鋺駅間は新線区間となるが、加算運賃は設定されていない。
地下鉄各線（および名鉄豊田線方面）から上飯田線および小牧線を通過し（犬山駅を越えて）各務原線・広見線方面（犬山線犬山遊園駅・新鵜沼駅および江南駅方面を含む）との間の連絡乗車券は発売されていない。一旦犬山駅までの乗車券を購入した上で着駅にて精算することになる（逆の場合は上飯田駅までの乗車券を購入して着駅精算となる）。manaca・TOICAなどの交通系ICカードを使用した場合は実際の乗車経路に関わらず最短経路で計算される。
名鉄の路線であるため名古屋市の敬老パスや福祉特別乗車券では無料乗車できないが、2018年10月1日より名古屋市内の区間に当たる上飯田駅 - 味鋺駅間のチャージ利用に限り後日払い戻す形で事実上無料で乗車できるようになっている。
名鉄で福祉乗車証が利用できるようになったのはこの区間が初である。
途中の駅は小牧駅のみ有人となっている。

## 路線データ
- 管轄・路線距離（営業キロ）：全長20.6 km
  - 名古屋鉄道（第二種鉄道事業者）・上飯田連絡線（第三種鉄道事業者）：
    - 上飯田駅 - 味鋺駅間 2.3 km

  - 名古屋鉄道（第一種鉄道事業者）：
    - 味鋺駅 - 犬山駅間 18.3 km
- 軌間：1067mm
- 駅数：14駅（起終点駅含む）
- 複線区間：上飯田駅 - 小牧駅間
  - 小牧駅以北は犬山駅まで単線であるが、一部で複線分の用地が確保されている。
- 電化区間：全線（直流1500V）
- 閉塞方式
  - 上飯田駅 - 味鋺駅間：車内信号式[2]
  - 味鋺駅 - 犬山駅間：自動閉塞式[2]
- 保安装置
  - 上飯田駅 - 味鋺駅間：ATC[2]
  - 味鋺駅 - 犬山駅間：M式ATS[2]
- 最高速度
  - 上飯田駅 - 味鋺駅間：75 km/h[2]
  - 味鋺駅 - 犬山駅間：95 km/h[2]
- 最小曲線半径：300m（味美駅 - 春日井駅間）
- 最急勾配：33‰（味鋺駅付近）

## 歴史

### 開業
1931年（昭和6年）、名岐鉄道（現在の名古屋鉄道の前身の一つ）が城北電気鉄道（押切町 - 大曽根 - 坂下町間および勝川町 - 小牧町間免許保有）と尾北鉄道（小牧町 - 犬山町間免許保有）の事業を統合し、 上飯田駅 - 勝川駅間および味鋺駅 - 新小牧駅（現在の小牧駅）間を城北線として開業した。上街道沿いのこの地域は、明治時代に中央本線の誘致に失敗した経緯があり、鉄道の敷設は地元の悲願であった。当時は非電化路線で、ガソリンカー（キボ50形）による運行であった。
その他の区間の免許については、開業直後に失効したため、経路を改め、1931年（昭和6年）2月24日、上飯田 - 東大曽根町（現在の大曽根駅付近）間について軌道敷設の特許を取得した。1931年（昭和6年）4月29日には、新小牧駅 - 犬山駅間が開通し、上飯田駅 - 犬山駅間を大曽根線、味鋺駅 - 勝川駅間を勝川線とそれぞれ改称した。しかし、上飯田 - 東大曽根町間の延伸計画は立ち消えとなり、代わりに、1944年（昭和19年）7月11日、名古屋市電御成通線が上飯田駅まで開業した。

### 設備の近代化と小牧線への改称
第二次世界大戦下において、ガソリン供給が難しくなると、1942年（昭和17年）7月1日まず、上飯田駅 - 新小牧駅間が電化された。その後は、戦争の深刻化に伴い、数多くの駅が休止に追い込まれた。
おもに鷹来町にあった陸軍の陸軍造兵廠鷹来工廠へ通勤する工員輸送対策として鷹来線が計画され、1945年（昭和20年）5月1日、鷹来線との連絡のため小牧線（のちの岩倉支線）の新小牧駅への乗り入れが完成し、小牧駅（旧）が廃止され、新小牧駅は小牧駅と改称した。
戦後、1947年（昭和22年）11月24日、小牧駅 - 犬山駅間が電化され、1948年（昭和23年）5月16日、大曽根線は小牧線と改称した。同時に、これまで小牧線と呼ばれていた岩倉駅 - 小牧駅間は岩倉支線と改称した。
その後、1954年（昭和29年）には、閉塞方式に名鉄初の単線自動閉塞を導入し、1956年（昭和31年）にかけては、全線に列車集中制御装置 (CTC) を導入し、1964年（昭和39年）10月1日には、架線電圧を600Vから1500Vに昇圧した。
このほか1965年（昭和40年）に博物館明治村が開業し、羽黒駅を明治村口駅に改称して連絡バスとのアクセス駅とした。特急列車の乗入れも行われたが、1985年（昭和60年）に連絡バスの発着が犬山駅に変更されたことにより役目を終え、元の羽黒駅に戻された。

### 上飯田連絡線の建設
1964年（昭和39年）4月25日に岩倉支線が、1971年（昭和46年）2月1日に名古屋市電御成通線が廃止されると他の鉄道線との接続が終点の犬山駅だけになり、起点の上飯田駅はバスが接続するのみの路線となった。通勤時間帯は、時間の読めないバスを避けて、最寄り（徒歩10分）の名古屋市営地下鉄名城線平安通駅まで歩く人も多かった。乗り換えの不便さが嫌われた結果、名古屋市内へ向かう路線にもかかわらずローカル線然とした運行形態が続いていた。この状態を解消するために、上飯田駅 - 味鋺駅間の地下線化と、上飯田駅 - 平安通駅間を結ぶ地下新線（上飯田線）が整備されることとなった。なお、この整備の際には駅間の長い上飯田駅 - 味鋺駅間に瀬古駅を設ける（新設ではなく復活）話も浮上したが、結局設置は見送られた。
2003年（平成15年）、上飯田線との相互直通運転を前に名古屋鉄道の路線では初めて無人駅に遠隔操作による駅集中管理システムを導入。線内の全駅に自動券売機と自動改札機・自動精算機が設置され、名古屋地区共通の共通乗車カードシステム「トランパス」が導入された。また、上飯田駅には可動式ホーム柵が設置された。
同年3月27日に上飯田駅 - 味鋺駅間の地下新線が複線で開業し、旧来の同区間の地上単線区間は廃止された。この結果、小牧駅以南の区間がすべて複線となった。同時に、名古屋市営地下鉄上飯田線との相互直通運転をワンマン運転で開始し、名城線の平安通駅まで直通するようになり、飛躍的に利便性が向上した。これに伴い、路線図で使われているラインカラーも犬山線等と同じ緑から、上飯田線と同じピンクに変更となった。なお、上飯田駅 - 味鋺駅間の地下線区間は上飯田連絡線株式会社が保有することとなったため、当該区間は名古屋鉄道が第二種鉄道事業者となっている。また、この区間は、名鉄の路線の中で唯一ATCが導入された。

### 年表
- 1931年（昭和6年）

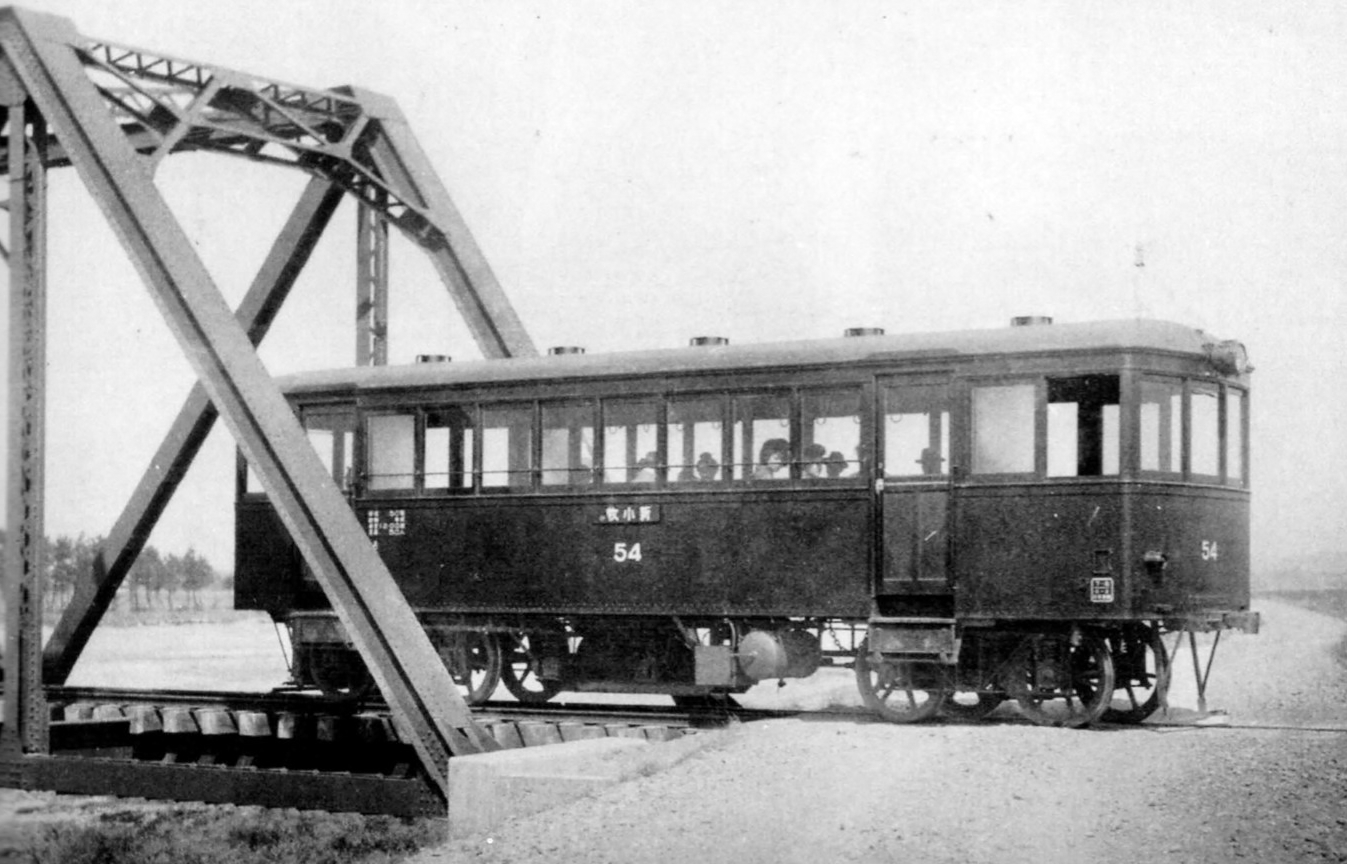
キボ50形ガソリンカー

  - 2月11日：名岐鉄道城北線上飯田駅 - 新小牧駅（現在の小牧駅）間開業。
  - 4月29日：新小牧駅 - 犬山駅間が開業。大曽根線と改称。
- 1942年（昭和17年）
  - 追分駅を楽田原駅に改称。
  - 4月1日?：上飯田駅 - 味鋺駅間の瀬古駅廃止。
  - 7月1日：上飯田駅 - 新小牧駅間が電化。
- 1944年（昭和19年）：味美駅 - 春日井駅間の春日井口駅、牛山駅 - 新小牧駅間の間内駅、小牧口駅、新小牧駅 - 味岡駅間の上新町駅・小牧原駅、味岡駅 - 楽田駅間の久保一色駅、楽田駅 - 羽黒駅間の楽田原駅、羽黒駅 - 東犬山駅間の五郎丸駅が休止。
- 1945年（昭和20年）
  - 5月1日：新小牧駅を小牧駅と改称。小牧線（のちの岩倉支線）の小牧駅が廃止され、大曽根線の小牧駅に乗り入れ。
  - 10月1日：春日井駅 - 牛山駅間に牛山信号場開設。
- 1946年（昭和21年）3月1日：広見線の犬山口駅 - 東犬山駅 - 富岡前駅間廃止に伴い、乗換駅である羽黒駅 - 犬山駅間の東犬山駅廃止。
- 1947年（昭和22年）11月24日：小牧駅 - 犬山駅間が電化。間内駅営業再開。
- 1948年（昭和23年）5月16日：大曽根線を小牧線、岩倉駅 - 小牧駅間の小牧線を岩倉支線と改称。
- 1951年（昭和26年）
  - 2月18日：牛山信号場を貨物駅に変更し豊山駅開業。
  - 10月11日：休止していた小牧原駅営業再開。
- 1954年（昭和29年）
  - 閉塞方式に名鉄初の単線自動閉塞導入。
  - 11月1日：豊山駅 - 小牧駅間に名鉄初の列車集中制御装置 (CTC) を導入。
- 1955年（昭和30年）
  - 7月1日：上飯田駅 - 豊山駅間にCTC導入。
  - 10月20日：小牧駅 - 楽田駅間にCTC導入。
- 1956年（昭和31年）2月10日：楽田駅 - 犬山駅間にCTC導入、これにより全線で導入。
- 1964年（昭和39年）
  - 5月1日：休止していた小牧口駅営業再開。
  - 10月1日：架線電圧を600Vから1500Vに昇圧。
- 1965年（昭和40年）3月1日：休止していた久保一色駅を田県神社前駅として営業再開。
- 1966年（昭和41年）11月3日：羽黒駅を明治村口駅に改称。
- 1968年（昭和43年）10月1日：豊山駅廃止。航空自衛隊専用線（1.3 km）廃止[7]。
- 1969年（昭和44年）4月5日：休止中の春日井口駅・上新町駅・楽田原駅・五郎丸駅廃止。
- 1974年（昭和49年）11月26日：明治村口駅 - 犬山駅間の単独立体交差事業（高架）が完成。国道41号との平面交差が解消。
- 1977年（昭和52年）5月29日：間内駅 - 小牧駅間が複線化。
- 1979年（昭和54年）
  - 4月1日：味鋺駅 - 味美駅間が高架化、味美駅 - 豊山信号場間が複線化。春日井駅 - 牛山駅間に豊山信号場開設。
  - 8月：連続立体交差化事業の国庫補助が確定。
- 1980年（昭和55年）7月：小牧線関連の都市計画策定（連続立体交差事業・高架事業）。
- 1981年（昭和56年）12月：小牧線の連続立体交差事業の認可が下りる。
- 1982年（昭和57年）
  - 7月：小牧線の高架事業に関する3者間の事業協定締結（愛知県・小牧市・名鉄）。
  - 10月：高架事業工事着工。
- 1983年（昭和58年）3月：連続立体交差事業工事着工。
- 1985年（昭和60年）10月9日：明治村口駅を羽黒駅と改称[6]。
- 1987年（昭和62年）6月14日：小牧駅 - 田県神社前駅間の単独立体交差事業（高架）が完成[8]。小牧原駅と味岡駅が高架駅となった。1989年完成の連続立体交差事業との境界は、東名高速道路となっている。
- 1989年（平成元年）4月23日：間内駅 - 小牧原駅間の連続立体交差事業（南側掘割区間795 m・中央地下区間1150 m・北側掘割区間555 m）が完成[9]。小牧口駅が掘割区間に移設され、小牧駅は地下駅として旧駅の150 m東側に移設された[9]。
- 1990年（平成2年）3月：連続立体交差事業完了。
- 1991年（平成3年）10月21日：昼間時、上飯田駅 - 小牧駅15分間隔、小牧駅 - 犬山駅30分間隔から全線20分間隔の運転に変更する。
- 1996年（平成8年）8月：味鋺駅 - 小牧駅間の複線化工事に着手[10]。
- 1997年（平成9年）2月8日：二子信号場 - 味美駅間が複線化。味鋺駅 - 味美駅間に二子信号場開設。
- 2000年（平成12年）10月14日：豊山信号場 - 間内駅間が複線化[11]。豊山信号場廃止。
- 2002年（平成14年）3月：小牧駅 - 犬山駅間を15分間隔の運行とするため、田県神社前駅構内に列車交換設備と羽黒駅 - 犬山駅間に五郎丸信号場を開設。
- 2003年（平成15年）3月27日：地下線（上飯田連絡線）の上飯田駅 - 味鋺駅間（2.3 km、第二種鉄道事業）が開業[12]、名古屋市営地下鉄上飯田線と相互直通運転を開始。地上線の上飯田駅 - 味鋺駅間（2.0 km、第一種鉄道事業）を廃止[12]。この前後から「駅集中管理システム」を導入、稼動開始。味鋺駅 - 二子信号場間複線化、二子信号場廃止。昼間時15分間隔に増発。
- 2004年（平成16年）5月8日：間内駅 - 小牧口駅間の限度額立体交差事業（高架）が完成。
- 2005年（平成17年）6月29日：上飯田駅以外の全駅で「乗車券確認システム」を導入。名鉄初の不正乗車防止システム。
- 2011年（平成23年）2月11日：ICカード乗車券「manaca」供用開始。
- 2012年（平成24年）2月29日：トランパス供用終了。
- 2024年（令和6年）3月16日：ダイヤ改正。平日朝ラッシュと土休日夕方の小牧駅折返しの列車を削減[13]。

## 運行形態
ほぼすべての列車が上飯田駅から平安通駅までの名古屋市営地下鉄上飯田線と直通運転し、上飯田線と運行が一体化している。現在は普通列車のみの運行である。上飯田線平安通駅 - 犬山駅間（所要は昼間時間帯で下り37分・上り34分）の列車を毎時4本運行しているほか、平安通駅 - 小牧駅間（所要約15分）の列車が平日朝に毎時3本、平日夕ラッシュ時と土曜・休日の朝に同2本加わる。後者の時間帯は平安通駅 - 小牧駅間が10分毎、小牧駅 - 犬山駅間が約15分毎の運行となるので、運転間隔調整のために犬山駅発着列車の半数は小牧駅で約5分停車する。上飯田線開業後は、上飯田駅で名鉄線小牧・犬山方面へ折り返す列車はなくなった（上飯田線内のみの列車はある）。上飯田線開業後も小牧線内のみの列車もごくわずかに残されており、小牧駅 - 犬山駅間の単線区間の始発列車とその次の列車は小牧発犬山行き、最終は犬山発小牧行きとなっている。
駅集中管理システムの導入によって車掌による発券や改札作業が不要となったことから、各駅のホームの映像を運転席のモニタに電送するシステムを導入した上でワンマン運転を実施している。また、発車時には上飯田線と共通の車載乗降促進メロディを使用するほか、上飯田駅には可動式ホーム柵が設置され、電車の到着・発車時に一緒に開閉する。
通常は名鉄の他線と直通する列車はなく、名鉄名古屋駅・新鵜沼駅・新可児駅方面などへは犬山駅で乗り換えなくてはならない。2019年までは毎年8月10日の日本ライン夏まつり納涼花火大会の際に犬山線新鵜沼駅への延長運転が行われていた（犬山駅から先はワンマン運転を行わない）。過去には、各務原線新岐阜駅（現在の名鉄岐阜駅）や新鵜沼駅、広見線新可児駅まで直通する列車や明治村口駅（現・羽黒駅）発着で犬山線名鉄名古屋駅方面に直通する特急列車も定期運行していた。上飯田線への乗り入れ開始前までは、毎年3月15日に開催される田縣神社の豊年祭の観客輸送のため、名鉄名古屋駅方面から犬山線直通の急行を臨時運行したり、前述の犬山線直通の特急が小牧駅まで臨時延長運転することもあった。
平日朝ラッシュ前後に小牧駅 - 犬山駅間の定期回送列車が上り1本、下り2本運行されている。回送列車は一部の駅（楽田駅を除く各駅）を通過する。航空自衛隊小牧基地での航空祭など沿線でイベントが行われて平安通駅 - 小牧駅間で臨時に増発されるときも同様に送り込みの回送列車が運行される。単線区間の臨時増発はあまり行われない。また、平日午後には7000形の回送が犬山駅 - 小牧駅間で運行されており、小牧駅到着後は夕ラッシュまで小牧駅に留置される。
単線区間の小牧駅 - 犬山駅間では、日中は田県神社前駅と五郎丸信号場で上下列車が交換（行き違い）する。上飯田線開業前は楽田駅でのみ列車交換が可能であり、概ね20分毎の運行であった。

## 使用車両

### 現行車両
2003年の上飯田駅 - 味鋺駅間の地下線化及び上飯田線開業に伴う直通運転開始以降は、小牧駅周辺の地下線化以降に運行されたA基準を満たす車両から、A-A基準を満たす、いわゆる地下鉄対応車両に切り替わったことにより、20メートル車体の4ドア車のみで運行されている。名鉄で地下鉄対応車両のみで運行されている路線は、名古屋市営地下鉄鶴舞線と相互直通運転をしている豊田線に次いで2路線目である。いずれの車両も幕式の方向幕となっており、LED式の行先表示器を装備した車両は存在しない。
- 名鉄300系電車
- 名古屋市交通局7000形電車

小牧線用の車両は300系8編成と7000形2編成の10編成で、ラッシュ時間帯における最大稼働数は8編成である（300系7編成と7000形1編成）。7000形は1編成が予備車なので通常は2編成とも同時に運用に入ることはないが、300系が検査や故障で1本欠けると2編成とも運用に入る場合がある。稀なケースだが、1編成が欠けているときにもう1編成が故障等で欠けた場合は、本線系統の車両が小牧線に入ることがある。ただし地下鉄区間は走行できないので小牧駅で地下鉄区間の小牧駅 - 平安通駅間の列車に乗り換えとなる。
一部の駅では6両分に延長可能になっているものの、犬山駅、味鋺駅を除く、ほぼすべての駅においてホーム長が4両までの対応となっており、いずれの形式も4両固定編成が単独で運用され、増解結は行われない。

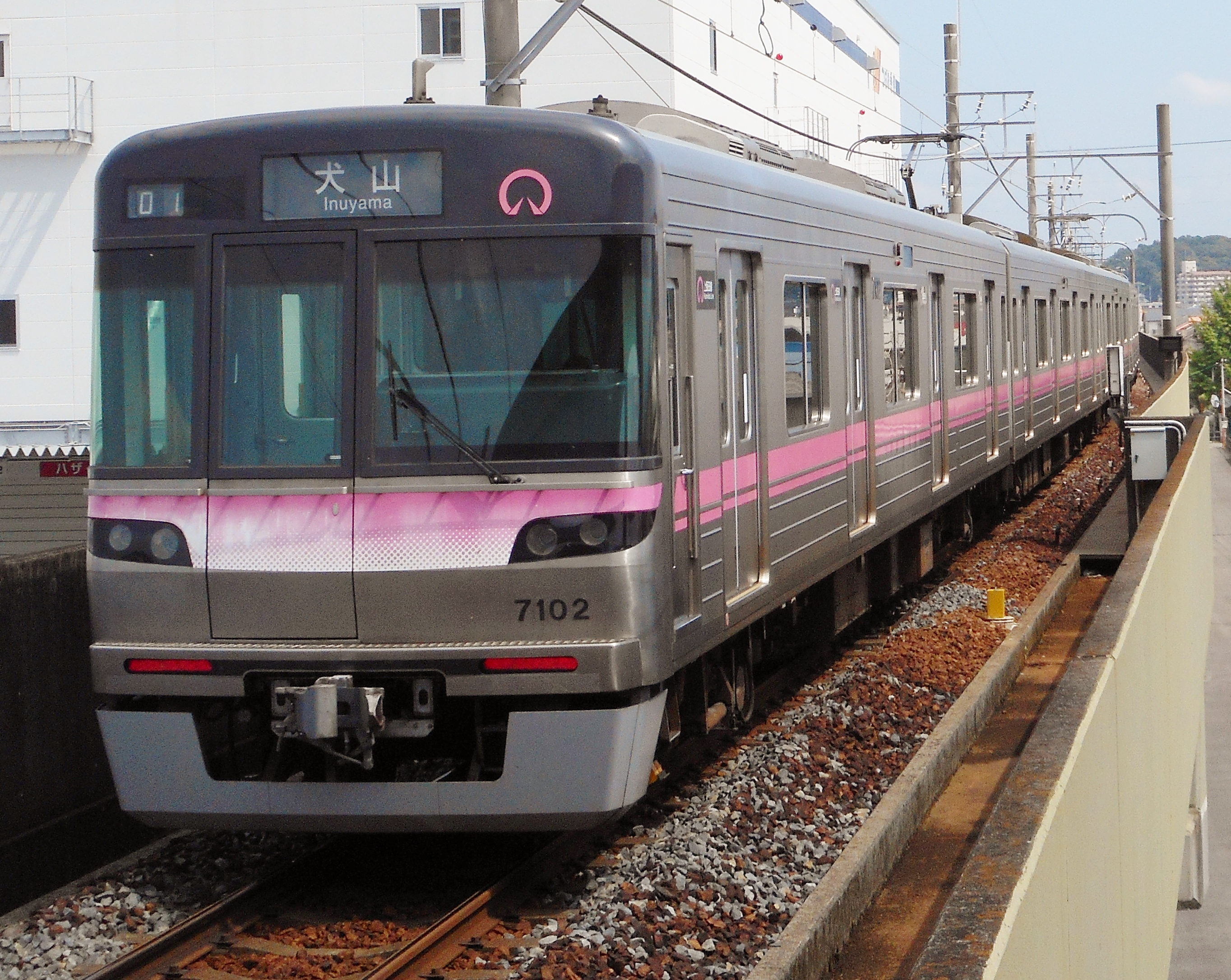
名古屋市交通局7000形電車
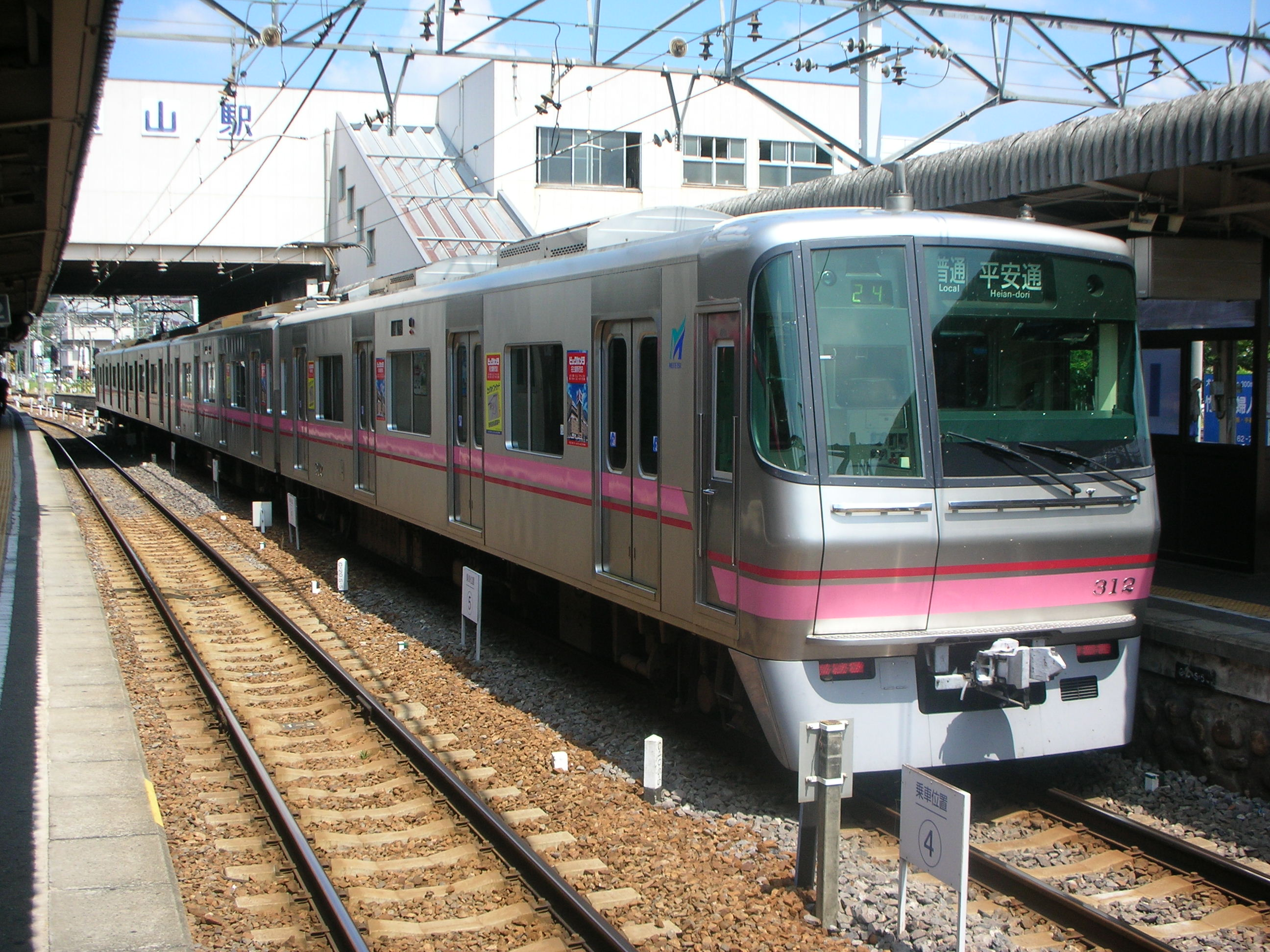
名古屋鉄道300系電車

### 過去の車両
上飯田線開業以前は、おもに18メートル車体の2ドアや3ドアの車両により運行されていた。2両や3両の編成も存在し、小牧駅で増解結することがあった。
- 旧3300系
- 3100系・3500系
- 6000系・6500系・6800系
- 5300系・5700系

この他、旧3700系、3400系、7700系、7300系、5500系などの運行もあった。2003年には8800系が団体列車として入線した。
3500系や6000系などの3ドア車の方向幕には、運用がなくなった現在でも臨時での乗り入れに備え、小牧のコマが残っている（上飯田線開業当初は上飯田のコマも入っていたが、後に外された）。現在は300系と7000形の計10本体制で、現行ダイヤでは最大9本での運行になるので車両故障や検査で2本不足すると運行できなくなる。しかしそれ以外の車両は地下鉄区間に入れないので、小牧まで別の車両で運行し、小牧で平安通行きに乗り換える措置を行う場合がある。直近では2021年に起こっている。
小牧駅周辺の地下線化以降は、名鉄名古屋駅の新名古屋地下トンネル同様の長大トンネルの解釈により、名鉄名古屋本線同様にA基準を満たした車両のみが運行されていたが、いずれの車両もA-A基準を満たす地下鉄対応車両ではない。

## 駅一覧
- 全駅愛知県内に所在。
- 普通列車のみ運行。全列車とも各駅に停車。
- 線路… ｜：単線区間 ◇：単線区間の交換可能駅・信号場 ∧：これより下は複線 ||：複線区間 ∨：これより下は単線

| 駅番号                                       | 駅名         | 駅間 キロ | 営業 キロ | 接続路線                          | 線路 | 所在地        |
| -------------------------------------------- | ------------ | --------- | --------- | --------------------------------- | ---- | ------------- |
| 名古屋市営地下鉄上飯田線平安通駅まで直通運転 |              |           |           |                                   |      |               |
| KM13                                         | 上飯田駅     | -         | 0.0       | 名古屋市営地下鉄： 上飯田線 (K01) | \|\| | 名古屋市 北区 |
| KM12                                         | 味鋺駅       | 2.3       | 2.3       |                                   | \|\| | 名古屋市 北区 |
| KM11                                         | 味美駅       | 1.4       | 3.7       |                                   | \|\| | 春日井市      |
| KM10                                         | 春日井駅     | 1.7       | 5.4       |                                   | \|\| | 春日井市      |
| KM09                                         | 牛山駅       | 1.5       | 6.9       |                                   | \|\| | 春日井市      |
| KM08                                         | 間内駅       | 0.9       | 7.8       |                                   | \|\| | 春日井市      |
| KM07                                         | 小牧口駅     | 1.2       | 9.0       |                                   | \|\| | 小牧市        |
| KM06                                         | 小牧駅       | 0.8       | 9.8       |                                   | ∨    | 小牧市        |
| KM05                                         | 小牧原駅     | 1.5       | 11.3      |                                   | ｜   | 小牧市        |
| KM04                                         | 味岡駅       | 1.1       | 12.4      |                                   | ｜   | 小牧市        |
| KM03                                         | 田県神社前駅 | 0.9       | 13.3      |                                   | ◇    | 小牧市        |
| KM02                                         | 楽田駅       | 1.6       | 14.9      |                                   | ◇    | 犬山市        |
| KM01                                         | 羽黒駅       | 2.3       | 17.2      |                                   | ｜   | 犬山市        |
|                                              | 五郎丸信号場 | -         | (18.9)    |                                   | ◇    | 犬山市        |
| IY15                                         | 犬山駅       | 3.4       | 20.6      | 名古屋鉄道：IY 犬山線・HM 広見線  | ∧    | 犬山市        |

1. ↑  上飯田 - 味鋺間で名古屋市守山区を通過するが、駅は現存しない。

### 廃駅
- 瀬古駅（上飯田駅 - 味鋺駅間）1942年4月1日廃止。
- 春日井口駅（味美駅 - 春日井駅間）1944年休止、1969年4月5日廃止。
- 豊山駅（春日井駅 - 牛山駅間）1968年10月1日廃止。貨物駅。
- 上新町駅（小牧駅 - 小牧原駅間）1944年休止、1969年4月5日廃止。
- 楽田原駅（楽田駅 - 羽黒駅間）1944年休止、1969年4月5日廃止。
- 五郎丸駅（休止時、羽黒駅 - 東犬山駅間）1944年休止、1969年4月5日廃止。
- 東犬山駅（五郎丸駅 - 犬山駅間）広見線の犬山駅への起点変更に伴い、1946年3月1日廃止。

### 過去の接続路線
- 味鋺駅：名鉄勝川線 … 1937年2月1日廃止。
- 小牧駅：
  - 名鉄岩倉支線 … 1964年4月25日廃止。
  - 桃花台新交通桃花台線 … 2006年10月1日廃止。
- 小牧原駅：桃花台新交通桃花台線 … 2006年10月1日廃止。
- 東犬山駅（廃止）：名鉄広見線 … 広見線の犬山駅への起点変更に伴い、1946年3月1日犬山口駅 - 富岡前駅間廃止。東犬山駅も同時に廃止。

## 利用状況
2003年（平成15年）3月27日、名古屋市営地下鉄上飯田線との相互直通運転の開始により利便性が飛躍的に向上し、それまで減少傾向にあった利用者数は大幅な増加に転じた。2008年度末には当路線の利用者数が1985年以降では最高となり、当路線の一日平均利用者数としては初めて4万人を突破した。
愛知県の統計によれば、2003年度（平成15年度）の一日あたりの輸送人員は30,860人であった。また国土交通省中部運輸局の統計によれば、2008年度（平成20年度）の一日あたりの輸送人員は40,391人である。2009年以降もほぼ同等の輸送人員を維持している。しかし、名古屋駅に直通できないのでJR中央線や名鉄犬山線などに流れる利用者も多い。
| 年度               | 年間輸送人員 （千人） | 一日平均輸送人員 （人） | 備考         |
| ------------------ | --------------------- | ----------------------- | ------------ |
| 1985年（昭和60年） | 11,681                | 32,002                  |              |
| 1986年（昭和61年） | 11,426                | 31,304                  |              |
| 1987年（昭和62年） | 11,352                | 31,101                  |              |
| 1988年（昭和63年） | 11,440                | 31,342                  |              |
| 1989年（平成元年） | 11,470                | 31,424                  |              |
| 1990年（平成2年）  | 11,322                | 31,019                  |              |
| 1991年（平成3年）  | 11,813                | 32,364                  |              |
| 1992年（平成4年）  | 11,804                | 32,340                  |              |
| 1993年（平成5年）  | 11,813                | 32,364                  |              |
| 1994年（平成6年）  | 11,595                | 31,767                  |              |
| 1995年（平成7年）  | 11,524                | 31,486                  |              |
| 1996年（平成8年）  | 11,065                | 30,315                  |              |
| 1997年（平成9年）  | 10,430                | 28,575                  |              |
| 1998年（平成10年） | 9,857                 | 27,005                  |              |
| 1999年（平成11年） | 9,317                 | 25,526                  |              |
| 2000年（平成12年） | 8,832                 | 24,197                  |              |
| 2001年（平成13年） | 8,369                 | 22,929                  |              |
| 2002年（平成14年） | 8,195                 | 22,452                  |              |
| 2003年（平成15年） | 11,264                | 30,860                  | 上飯田線開業 |
| 2004年（平成16年） | 12,383                | 33,926                  |              |
| 2005年（平成17年） | 13,395                | 36,698                  |              |
| 2006年（平成18年） | 13,945                | 38,205                  |              |
| 2007年（平成19年） | 14,345                | 39,301                  |              |
| 2008年（平成20年） | 14,743                | 40,391                  |              |
| 2009年（平成21年） | 14,335                |                         |              |
| 2010年（平成22年） | 14,560                | 39,890                  | [ 22 ]       |

### 駅別乗車人員
各駅の年間乗車人員の推移は以下の通り（詳細は各駅を参照）。上飯田連絡線の開業でほとんどの駅が利用者数を伸ばしたが、それまで終端駅だった上飯田駅は中間駅になったことで減少に転じた。